# Winnipeg's Most
Winnipeg's Most est un groupe de hip-hop canadien originaire de Winnipeg, au Manitoba. Il était composé des rappeurs Brooklyn (Jamie Prefontaine), Charlie Fettah (Tyler Rogers) et Jon-C (Billy Pierson). Deux membres étant d'origine aborigène, et un d’origine non-autochtone rappaient leurs quotidiens et les problèmes qu'ils rencontraient dans la ville considérée comme la plus raciste du Canada.

## Biographie
Le groupe connu de nombreuses controverses, critiqué pour glorifier la violence, la drogue et le style de vie des gangs. En début juin 2010, Winnipeg's Most publie son premier projet au public : un pré-album promotionnel intitulé Northside Connection. Il fait participer Blu, Ed E Buk, Zeek Illa, Bubblz, et Ladee Seduction (Jessica Bro-Z). Le groupe publie plus tard deux singles, diffusés à la radio locale Streetz FM: All that I Know et On these Streets. Ils atteignent rapidement le top 10 des classements. Ces diffusions radio et la sortie de leur mixtape mènent Winnipeg's Most à se populariser rapidement à Winnipeg.
Winnipeg's Most publie son deuxième album, Goodfellaz, au label Heatbag Records en 2011. Goodfellaz fait participer des artistes comme Krizz Kaliko, The Rupness Monster, Ed E Buk, Zeek Illa, Bubblz, Big Slim, et Inez. Cet album remporte six Aboriginal Peoples Choice Music Awards,.
Le groupe se dissout en 2012, et Charlie Fettah et Jon-C forment le nouveau groupe Winnipeg Boyz. Brooklyn commet un suicide à l'âge de 30 ans, le 22 septembre 2015.

## Discographie

### Albums studio
- 2010 : Winnipeg's Most
- 2011 : Goodfellaz

### Mixtape
- 2010 : Northside Connection